# Lucian Tapiedi
Lucian Tapiedi (* 1921; † 1942) war ein anglikanischer Lehrer in Papua-Neuguinea und ist ein Märtyrer der anglikanischen Kirche.
Tapiedei stammte aus dem Dorf Taupota in der Milne-Bucht und wuchs in traditionellen Umständen auf. Ein Onkel von ihm galt als ein Hexer.
Er besuchte Missionsschulen und wurde dabei von seinem Lehrer Nita Inman und dem Priester, Reverend Edwin Nuagoro christlich erzogen. 1939 besuchte er das Lehrerseminar St Aidan’s Teacher Training College in Divari und wurde 1941 Lehrer in Sangara in Papua-Neuguinea.
Im Zuge der japanischen Invasion 1941–1942 im Pazifikkrieg blieb er zunächst in Sangara und floh mit einigen anderen unmittelbar vor Einmarsch der Japaner. Sie wurden von einer lokalen Ethnie, den Orokaiva erst weitergeführt und dann verraten. Ein Mann namens Hivijapa brachte Tapiedi in der Nähe des Dorfs Kurumbo ums Leben. Die übrigen, etwa sechs Personen wurden von den Japanern gefangen und am Strand mit einem Katana geköpft.
Tapiedi steht stellvertretend für mehr als dreihundert Christen, zumeist Katholiken, die während der Invasion ihr Leben verloren. Der Mörder konvertierte später zum Christentum, nahm den Namen Hivijapa Lucian an und baute in Erinnerung an sein Opfer eine Kirche in Embi.
Dieser Märtyrer Neuguineas wird unter anderem bei der Episkopalkirche der Vereinigten Staaten von Amerika am 2. September im liturgischen Jahr gedacht.

## Ehrung am Westportal der Westminster Abbey
Eine besondere Ehrung Tapedis ist seine Aufnahme als Märtyrer des 20. Jahrhunderts am Westportal der Westminster Abbey in London. Die Statuen wurden 1998 von Königin Elisabeth eröffnet.
Der Haupteingang befindet sich an der Westseite. Das Portal wird von Darstellungen der vier christlichen Tugenden Wahrheit, Gerechtigkeit, Barmherzigkeit, Friede sowie von zehn Märtyrern des 20. Jahrhunderts gerahmt.

## Belege
1. ↑  Andrew Chandler (Hrsg.): The Terrible Alternative. Christian Martyrdom in the Twentieth Century. Cassell, London / New York 1998.
2. 1 2  Jones Taugaloidi: MARTYRS OF NEW GUINEA. 2004, archiviert vom Original am 19. Februar 2007; abgerufen am 26. Oktober 2008.
3. ↑  A short history of the Anglican Church in Papua New GuineaAnne Chittleborough New Guinea Mission, 1976
4. ↑  Revd Dr Scott Cowdell: New Guinea Martyrs. St Paul’s Anglican Church, Canberra, 31. August 2004, archiviert vom Original am 8. November 2007; abgerufen am 26. Oktober 2008.
5. ↑  http://www.westminster-abbey.org/our-history/people/esther-john

| Personendaten    | Personendaten                                        |
| ---------------- | ---------------------------------------------------- |
| NAME             | Tapiedi, Lucian                                      |
| KURZBESCHREIBUNG | papua-neuguineischer Lehrer, anglikanischer Märtyrer |
| GEBURTSDATUM     | 1921                                                 |
| STERBEDATUM      | 1942                                                 |